# 中元克復
中元克復（ちゅうげんこくふく）は、中国、唐代の李重福が建てた私年号。710年。

## 西暦・干支・唐の元号との対照表
| 中元克復 | 元年          |
| 西暦     | 710年         |
| 干支     | 庚戌          |
| 唐       | 唐隆元 景雲元 |